# 정사 (2001년 영화)
《정사》(영어: Intimacy)는 2001년 공개된 영국의 코미디(삭제 혹은 재검토 필요) 영화이다.
영국의 로맨스, 혹은 멜로물이지만 굉장히 높은 수위의 영화다
미국에선 NC-17등급으로 개봉되었고 영국에선 무삭제로 나오지만 한국에서는 '보카시' 처리되어 매우 지루한 영화로 보여진다.

## 출연

### 주연
- 마크 라이런스
- 케리 폭스
- 티모시 스폴
- 어라스테어 걸브레이쓰
- 필리페 칼바리오
- 마리안느 페이스풀

### 조연
- 조 프로스페로
- 수자나 하커
- 레베카 R. 파머

## 기타
- 원작자: 하니프 쿠레이시
- 미술: 헤이든 그리핀
- 의상: 캐롤라인 드 비베스